# Ferrari F93A
La Ferrari F93A è un'automobile monoposto sportiva di Formula 1 che gareggiò nel 1993, la quarantesima costruita e utilizzata dalla Scuderia Ferrari.
Nata come vettura di transizione in previsione dello sviluppo e del successivo debutto (mai verificatosi) di una nuova monoposto nota come 645, risultò più veloce rispetto alla monoposto dell'anno precedente, ma ancora una volta non sufficientemente affidabile e competitiva per poter lottare per la vittoria nelle gare.

## Contesto

### Il grande sviluppo dell'elettronica
Con l'inizio degli anni 1990 l'impiego di ausili elettronici sulle monoposto di Formula 1 crebbe in maniera esponenziale: tra i pionieri in tale settore vi era stata proprio la Ferrari, che già nel 1989 aveva introdotto sulla propria monoposto il cambio con comandi al volante (semiautomatico prima e automatico poi).
Fu tuttavia la Williams a effettuare gli sviluppi più estremi e a raccoglierne i migliori frutti, riuscendo dapprima a lottare ad armi pari con le concorrenti Ferrari e in particolare McLaren (autentica dominatrice della Formula 1 sul finire degli anni 1980) e successivamente a surclassare la concorrenza dominando la stagione 1992, con Nigel Mansell e Riccardo Patrese ai primi due posti nella classifica piloti e 65 punti di vantaggio in quella dei costruttori.
La chiave del successo dell'annata 1992 fu la monoposto FW14B, munita di innumerevoli dispositivi elettronici d'avanguardia (su tutti le sospensioni attive, unite a ABS, controllo di trazione, launch control e drive by wire), tanto avanzati ed efficienti da conferirle un grande vantaggio sulla concorrenza; anni più tardi l'ingegnere Adrian Newey, che si era occupato della progettazione della parte aerodinamica della monoposto, affermò che, qualora nel 1994 i regolamenti non avessero imposto limiti all'elettronica imbarcata, la squadra di Frank Williams aveva un tale vantaggio nei confronti dei rivali da poter dominare il mondiale almeno per un altro biennio.
Analogamente alle altre squadre di vertice, anche la Ferrari s'ingegnò per colmare il divario tecnologico con la concorrenza, introducendo a sua volta sulla propria monoposto una vasta gamma di dispositivi elettronici.

### Sviluppo: il passaggio dalla F92A alla F93A
La stagione 1992 era stata disastrosa per la Ferrari: la F92A, vettura dal design rivoluzionario e con diverse soluzioni estreme, si era infatti rivelata lenta e difficile da guidare, cogliendo come migliori risultati solo due terzi posti con Alesi.
Al fine di non ripetere gli errori commessi, a campionato 1992 ancora in corso il presidente della Ferrari Montezemolo prese contatti con il progettista John Barnard, che già aveva collaborato con il team italiano nel biennio 1989-1990, offrendogli un contratto a lungo termine per varare un progetto di rilancio della squadra corse del "cavallino rampante". Per favorire il suo lavoro venne anche creata una struttura interna alla Scuderia, deputata espressamente allo sviluppo delle nuove monoposto, il Ferrari Design and Development, con sede in Inghilterra.
Il programma di lavoro prevedeva la costruzione di due modelli: la F93A, vettura di transizione (comunque già dotata di opportuni ausili tecnologici) da usare nella prima parte della stagione 1993, e la 645, più avanzata e con la massima integrazione possibile dell'elettronica imbarcata, da far debuttare a stagione in corso e sviluppare ulteriormente in previsione del 1994. Barnard avrebbe lavorato a tempo pieno sul modello "definitivo", fornendo in parallelo semplici consulenze ai tecnici impegnati sul progetto F93A.

## Vettura
In controtendenza rispetto alle linee estreme e avveniristiche viste sulla vettura del 1992, la F93A adottò soluzioni tecnico-stilistiche nel complesso più convenzionali.

### Aerodinamica
Dal punto di vista dell'aerodinamica, la vettura mantenne il muso rialzato già sperimentato nel 1992, ma rispetto alla vettura di quell'anno perse le prese d'aria delle pance laterali ovali e staccate dal corpo vettura, che vennero ridisegnate con forme generose e imboccature squadrate, onde garantire il massimo afflusso d'aria possibile al propulsore. Venne inoltre accantonata la soluzione a doppio fondo adottata sulla F92A, che in pista si era rivelata non all’altezza dei modelli progettuali.

### Telaio e sospensioni
La novità tecnica più importante fu rappresentata dal miglioramento degli strumenti elettronici di bordo; in particolare la F93A fu la prima e unica Ferrari da Formula 1 dotata di sospensioni attive a controllo elettronico. Inoltre, siccome il regolamento aveva stabilito il restringimento dell'impronta a terra del battistrada degli pneumatici posteriori (inducendo una minore larghezza complessiva della carreggiata posteriore), venne implementata anche una riduzione delle dimensioni della carreggiata anteriore.

## Piloti
Per quanto riguarda i piloti, in sostituzione di Nicola Larini (che aveva corso le ultime due gare del 1992 ed era poi tornato al suo ruolo di collaudatore) venne ingaggiato Gerhard Berger, che affiancò il confermato Alesi.

## Presentazione
La F93 A venne presentata a Maranello pochi giorni prima del Natale del 1992, in netto anticipo rispetto agli usi della Scuderia. Tale scelta fu indotta dal desiderio di avere più tempo per lo sviluppo della monoposto e in particolare delle nuove sospensioni attive.
Alla cerimonia, svoltasi in un clima di sobrietà, erano presenti i piloti ufficiali Jean Alesi e Gerhard Berger, il presidente Luca Cordero di Montezemolo e tutto lo staff di tecnici che avevano lavorato alla creazione della vettura (John Barnard, Harvey Postlethwaite, George Rayton e Claudio Lombardi).

## Carriera agonistica

### Test
Durante i test invernali la vettura si dimostrò alquanto lenta, ottenendo tempi di molto superiori rispetto alle monoposto delle squadre di punta, e palesò fin da subito problemi alle sospensioni attive.

### Stagione

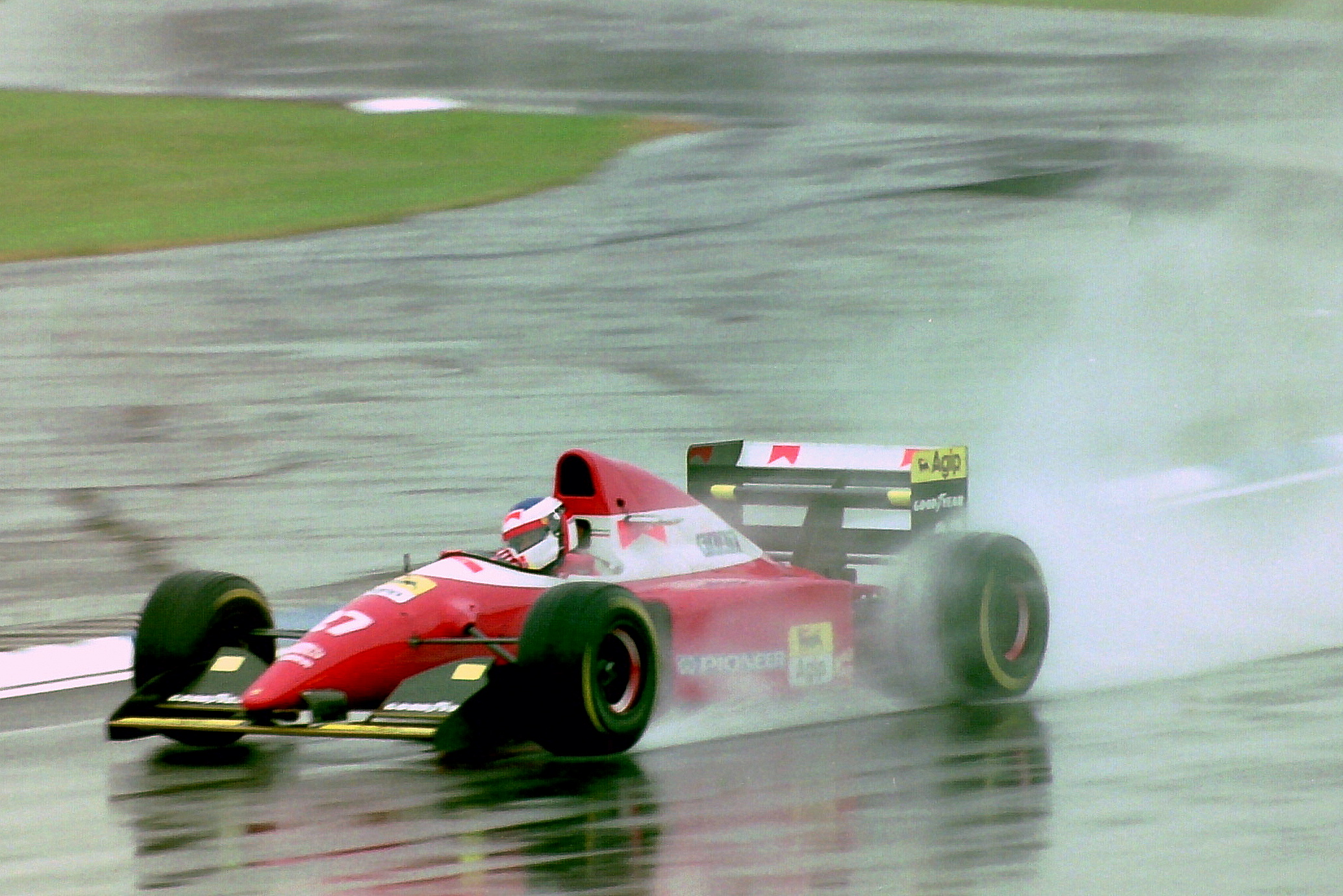
Jean Alesi alla guida della sua F93A durante le prove libere del Gran Premio di Gran Bretagna 1993

Il debutto nel campionato di Formula 1 avvenne al Gran Premio del Sud Africa, il 14 marzo del 1993: Gerhard Berger riuscì, nell'occasione, a concludere sesto, mentre Alesi fu costretto al ritiro mentre si trovava in zona punti.
Le gare seguenti furono avare di risultati e costellate da vari ritiri, causati per lo più da guasti alle sospensioni attive, le quali, lungi da costituire un vantaggio, erano invece foriere di frequenti difficoltà nella messa a punto. Il primo podio arrivò al Gran Premio di Monaco, grazie al terzo posto di Alesi; Berger replicò il medesimo risultato in Ungheria. Il miglior risultato della stagione venne poi conquistato da Alesi, che concluse al secondo posto al Gran Premio d'Italia.
Frattanto, sempre nel quadro degli sforzi della Ferrari per ridare competitività al proprio reparto corse, venne assunto come nuovo team manager il francese Jean Todt.
In aggiunta a metà della stagione venne preannunciato un cambio dei regolamenti della Formula 1, che dal 1994 avrebbero comportato forti limitazioni all'elettronica imbarcata sulle vetture. La Ferrari dovette pertanto abbandonare il progetto della costruenda monoposto 645 e utilizzare la F93A per tutto il 1993.
La squadra di Maranello concluse il mondiale costruttori 1993 al quarto posto con 28 punti, 12 dei quali conquistati da Berger e 16 da Alesi. Per il terzo anno di fila rimase a secco di vittorie e pole position; come nel 1992, inoltre, non fissò nessun giro veloce in gara.

## Risultati in Formula 1
| Anno | Team    | Motore  | Gomme | Piloti |     |     |     |     |     |    |     |     |     |   |     |     |     |     |     |   | Punti | Pos. |
| ---- | ------- | ------- | ----- | ------ | --- | --- | --- | --- | --- | -- | --- | --- | --- | - | --- | --- | --- | --- | --- | - | ----- | ---- |
| 1993 | Ferrari | Ferrari | G     | Alesi  | Rit | 8   | Rit | Rit | Rit | 3  | Rit | Rit | 9   | 7 | Rit | Rit | 2   | 4   | Rit | 4 | 28    | 4º   |
| 1993 | Ferrari | Ferrari | G     | Berger | 6   | Rit | Rit | Rit | 6   | 14 | 4   | 14  | Rit | 6 | 3   | 10  | Rit | Rit | Rit | 5 | 28    | 4º   |

| Legenda | 1º posto     | 2º posto | 3º posto    | A punti         | Senza punti/Non class.  | Grassetto – Pole position Corsivo – Giro più veloce |
| Legenda | Squalificato | Ritirato | Non partito | Non qualificato | Solo prove/Terzo pilota | Grassetto – Pole position Corsivo – Giro più veloce |